# Чжоу Цзяньчао
Чжоу Цзяньчао (кит. 周健超; род. 11 июня 1988, Шанхай) — китайский шахматист, гроссмейстер (2006).

## Биография
В шахматы научился играть в шесть лет. В 2005 году Чжоу Цзяньчао занял 2-е место на чемпионате Китая по шахматам. В 2006 году представлял Китай на чемпионате мира среди юношей по шахматам. В 2007 году Чжоу Цзяньчао разделил 3-е место на личном чемпионате Азии по шахматам. Два года подряд (2010, 2011) выигрывал бронзовые медали чемпионата Китая по шахматам.
Многократно участвовал в Кубках мира по шахматам:
- в 2007 году в 1-м туре победил Андрея Волокитина со счетом 4:3, а во 2-м туре проиграл Майклу Адамсу со счетом 0,5:1,5;
- в 2009 году в 1-м туре победил Рауфа Мамедова со счетом 1,5:0,5, а во 2-м туре проиграл с таким же счетом Вугару Гашимову;
- в 2011 году в 1-м туре проиграл Антону Коробову со счетом 0:2;
- в 2015 году в 1-м туре проиграл Дмитрию Андрейкину со счетом 0,5:1,5.

Представлял сборную Китая на крупнейших командных шахматных турнирах:
- в шахматных олимпиадах участвовал в 2010 году;
- в командном чемпионате мира по шахматам участвовал в 2005 году и в командном зачете завоевал серебряную медаль;
- в командном чемпионате Азии по шахматам участвовал три раза (2008, 2012, 2016). В командном зачете завоевал золотую (2008 г.) и серебряную (2016 г.) медали, а в личном зачете завоевал 2 золотые (2008, 2016) медали[1].

В ноябре 2021 года в Риге Чжоу Цзяньчао занял 63-е место на турнире «Большая швейцарка ФИДЕ».
За успехи в турнирах ФИДЕ присвоила Чжоу Цзяньчао звание международного гроссмейстера (GM) в 2006 году.

## Изменения рейтинга
| Графики недоступны из-за технических проблем. См. информацию на Фабрикаторе и на mediawiki.org. |